# Olympische Sommerspiele 1996/Teilnehmer (Vereinigte Staaten)
| Gelbes Symbol für Goldmedaillen mit stilisierten Olympischen Ringen | Graues Symbol für Silbermedaillen mit stilisierten Olympischen Ringen | Braundes Symbol für Bronzemedaillen mit stilisierten Olympischen Ringen |
| ------------------------------------------------------------------- | --------------------------------------------------------------------- | ----------------------------------------------------------------------- |
| 44                                                                  | 32                                                                    | 25                                                                      |

Die USA nahmen als Gastgeber der Olympischen Sommerspiele 1996 in Atlanta mit 646 Sportlern, 271 Frauen und 375 Männern, in 31 Sportarten teil.
Seit 1896 war es die 22. Teilnahme eines US-Teams bei Olympischen Sommerspielen.

## Flaggenträger
Der Ringer Bruce Baumgartner trug die Flagge der Vereinigten Staaten während der Eröffnungsfeier am 19. Juli im Centennial Olympic Stadium; während der Schlussfeier wurde sie vom Springreiter Michael Matz getragen.
- Siehe auch: Liste der Fahnenträger der deutschen Mannschaften bei Olympischen Spielen

## Medaillengewinner
Mit 44 gewonnenen Gold-, 32 Silber- und 25 Bronzemedaillen belegte das US-Team vor dem russischen und dem deutschen Team Platz 1 im Medaillenspiegel.

### Gold
| Name/n | Sportart          | Wettkampf                                                 |
| --- | ----------------- | --------------------------------------------------------- |
| Charles Barkley, Anfernee Hardaway, David Robinson, Scottie Pippen, Reggie Miller, Karl Malone, John Stockton, Shaquille O’Neal, Mitch Richmond, Gary Payton, Grant Hill & Hakeem Olajuwon | Basketball        | Herrenturnier                                             |
| Jennifer Azzi, Ruthie Bolton, Teresa Edwards, Venus Lacey, Nikki McCray, Lisa Leslie, Rebecca Lobo, Katrina McClain, Carla McGhee, Dawn Staley, Kathryn Steding & Sheryl Swoopes | Basketball        | Frauenwettkampf                                           |
| Justin Huish | Bogenschießen     | Einzel                                                    |
| Justin Huish, Butch Johnson & Rodney White | Bogenschießen     | Mannschaft                                                |
| David Reid | Boxen             | Halbmittelgewicht                                         |
| Michelle Akers, Thori Staples Bryan, Brandi Chastain, Amanda Cromwell, Joy Fawcett, Julie Foudy, Carin Gabarra, Mia Hamm, Mary Harvey, Kristine Lilly, Shannon MacMillan, Tiffeny Milbrett, Carla Overbeck, Cindy Parlow, Tiffany Roberts, Briana Scurry, Tisha Venturini, Saskia Webber & Staci Wilson | Fußball           | Frauenturnier                                             |
| Michael Johnson | Leichtathletik    | 200 Meter 400 Meter                                       |
| Allen Johnson | Leichtathletik    | 110 Meter Hürden                                          |
| Derrick Adkins | Leichtathletik    | 400 Meter Hürden                                          |
| LaMont Smith, Alvin Harrison, Derek Mills & Anthuan Maybank | Leichtathletik    | 4 × 400 Meter                                             |
| Charles Austin | Leichtathletik    | Hochsprung                                                |
| Carl Lewis | Leichtathletik    | Weitsprung                                                |
| Kenny Harrison | Leichtathletik    | Dreisprung                                                |
| Randy Barnes | Leichtathletik    | Kugelstoßen                                               |
| Dan O’Brien | Leichtathletik    | Zehnkampf                                                 |
| Gail Devers | Leichtathletik    | Frauen, 100 Meter                                         |
| Gail Devers, Inger Miller, Chryste Gaines & Gwen Torrence | Leichtathletik    | Frauen, 4 × 100 Meter                                     |
| Rochelle Stevens, Maicel Malone, Kim Graham & Jearl Miles | Leichtathletik    | Frauen, 4 × 400 Meter                                     |
| Kendall Cross | Ringen            | Bantamgewicht, Freistil                                   |
| Thomas Brands | Ringen            | Federgewicht, Freistil                                    |
| Kurt Angle | Ringen            | Schwergewicht, Freistil                                   |
| Kim Rhode | Schießen          | Frauen, Doppeltrap                                        |
| Jeff Rouse | Schwimmen         | 100 Meter Rücken                                          |
| Brad Bridgewater | Schwimmen         | 200 Meter Rücken                                          |
| Tom Dolan | Schwimmen         | 400 Meter Lagen                                           |
| Jon Olsen, Josh Davis, Bradley Schumacher & Gary Hall junior | Schwimmen         | 4 × 100 Meter Freistil                                    |
| Josh Davis, Joe Hudepohl, Bradley Schumacher & Ryan Berube | Schwimmen         | 4 × 200 Meter Freistil                                    |
| Jeff Rouse, Mark Henderson, Gary Hall junior & Jeremy Linn | Schwimmen         | 4 × 100 Meter Lagen                                       |
| Amy Van Dyken | Schwimmen         | Frauen, 50 Meter Freistil Frauen, 100 Meter Schmetterling |
| Brooke Bennett | Schwimmen         | Frauen, 800 Meter Freistil                                |
| Beth Botsford | Schwimmen         | Frauen, 100 Meter Rücken                                  |
| Angel Martino, Amy Van Dyken, Catherine Fox & Jenny Thompson | Schwimmen         | Frauen, 4 × 100 Meter Freistil                            |
| Trina Jackson, Cristina Teuscher, Sheila Taormina & Jenny Thompson | Schwimmen         | Frauen 4 × 200 Meter Freistil                             |
| Beth Botsford, Amanda Beard, Angel Martino & Amy Van Dyken | Schwimmen         | Frauen, 4 × 100 Meter Lagen                               |
| Suzannah Bianco, Tammy Cleland, Becky Dyroen-Lancer, Heather Pease, Jill Savery, Nathalie Schneyder, Heather Simmons-Carrasco & Jill Sudduth | Synchronschwimmen | Mannschaft                                                |
| Danielle Tyler, Christa Williams, Laura Berg, Gillian Boxx, Sheila Cornell, Lisa Fernandez, Michele Granger, Lori Harrigan, Dionna Harris, Kim Maher, Leah O’Brien, Dorothy Richardson, Julie Smith, Michele Smith & Shelly Stokes                                                                      | Softball          | Frauenturnier                                             |
| Andre Agassi | Tennis            | Einzel                                                    |
| Lindsay Davenport | Tennis            | Frauen, Einzel                                            |
| Gigi Fernández & Mary Joe Fernández | Tennis            | Frauen, Doppel                                            |
| Amanda Borden, Amy Chow, Dominique Dawes, Shannon Miller, Dominique Moceanu, Jaycie Phelps & Kerri Strug | Turnen            | Frauen, Mannschaftsmehrkampf                              |
| Shannon Miller | Turnen            | Frauen, Schwebebalken                                     |
| Charles Kiraly & Kent Steffes | Beachvolleyball   | Herrenturnier                                             |

### Silber
| Name/n                                                          | Sportart        | Wettkampf                                         |
| --------------------------------------------------------------- | --------------- | ------------------------------------------------- |
| Dana Chladek                                                    | Kanu            | Frauen, Einer-Kajak, Slalom                       |
| Mark Crear                                                      | Leichtathletik  | 110 Meter Hürden                                  |
| Jon Drummond, Tim Harden, Michael Marsh, Dennis Mitchell        | Leichtathletik  | 4 × 100 Meter Staffel                             |
| John Godina                                                     | Leichtathletik  | Kugelstoßen                                       |
| Lance Deal                                                      | Leichtathletik  | Hammerwurf                                        |
| Kim Batten                                                      | Leichtathletik  | Frauen, 400 Meter Hürden                          |
| Marty Nothstein                                                 | Radsport        | Sprint                                            |
| Erin Hartwell                                                   | Radsport        | 1000 Meter Zeitfahren                             |
| Leslie Burr-Howard, Anne Kursinski, Peter Leone & Michael Matz  | Reiten          | Springreiten, Mannschaft                          |
| Bruce Davidson, Jill Henneberg, David O’Connor & Karen O’Connor | Reiten          | Vielseitigkeit, Mannschaft                        |
| Townsend Saunders                                               | Ringen          | Leichtgewicht, Freistil                           |
| Brandon Paulson                                                 | Ringen          | Fliegengewicht, griechisch-römisch                |
| Dennis Hall                                                     | Ringen          | Bantamgewicht, griechisch-römisch                 |
| Matt Ghaffari                                                   | Ringen          | Superschwergewicht, griechisch-römisch            |
| Tim Young, Brian Jamieson, Eric Mueller & Jason Gailes          | Rudern          | Doppelvierer                                      |
| Teresa Bell & Lindsay Burns                                     | Rudern          | Frauen, Leichtgewichts-Doppelzweier               |
| Karen Kraft & Melissa Schwen                                    | Rudern          | Zweier ohne Steuerfrau                            |
| Josh Lakatos                                                    | Schießen        | Trap                                              |
| Gary Hall junior                                                | Schwimmen       | 50 Meter Freistil 100 Meter Freistil              |
| Tripp Schwenk                                                   | Schwimmen       | 200 Meter Rücken                                  |
| Jeremy Linn                                                     | Schwimmen       | 100 Meter Brust                                   |
| Tom Malchow                                                     | Schwimmen       | 200 Meter Schmetterling                           |
| Eric Namesnik                                                   | Schwimmen       | 400 Meter Lagen                                   |
| Whitney Hedgepeth                                               | Schwimmen       | Frauen, 100 Meter Rücken Frauen, 200 Meter Rücken |
| Amanda Beard                                                    | Schwimmen       | Frauen, 100 Meter Brust Frauen, 200 Meter Brust   |
| Allison Wagner                                                  | Schwimmen       | Frauen, 400 Meter Lagen                           |
| Jair Lynch                                                      | Turnen          | Barren                                            |
| Amy Chow                                                        | Turnen          | Stufenbarren                                      |
| Michael Dodd & Mike Whitmarsh                                   | Beachvolleyball | Herrenturnier                                     |

### Bronze
| Name/n | Sportart       | Wettkampf                                                  |
| --- | -------------- | ---------------------------------------------------------- |
| Seth Greisinger, Chad Allen, Andrew Jay Hinch, Robert Allen Dickey, Kris Benson, Troy Glaus, Jason Williams, Kip Harkrider, Jacque Jones, Billy Koch, Mark Kotsay, Mall LeCroy, Travis Lee, Braden Looper, Brian Lloyd, Warren Morris, Augie Ojeda, Jim Parque, Jeff Weaver, Chad Green | Baseball       | Herrenturnier                                              |
| Floyd Mayweather Jr. | Boxen          | Federgewicht                                               |
| Terrance Cauthen | Boxen          | Leichtgewicht                                              |
| Rhoshii Wells | Boxen          | Mittelgewicht                                              |
| Antonio Tarver | Boxen          | Halbschwergewicht                                          |
| Nate Jones | Boxen          | Schwergewicht                                              |
| Jimmy Pedro | Judo           | Leichtgewicht                                              |
| Calvin Davis | Leichtathletik | 400 Meter Hürden                                           |
| Joe Greene | Leichtathletik | Weitsprung                                                 |
| Gwen Torrence | Leichtathletik | Frauen, 100 Meter                                          |
| Tonja Buford-Bailey | Leichtathletik | Frauen, 400 Meter Hürden                                   |
| Jackie Joyner-Kersee | Leichtathletik | Frauen, Weitsprung                                         |
| Susan DeMattei | Radsport       | Frauen, Mountainbike, Cross-Country                        |
| Robert Dover, Michelle Gibson, Steffen Peters & Guenter Seidel | Reiten         | Dressur, Mannschaft                                        |
| Kerry Millikin | Reiten         | Vielseitigkeit, Einzel                                     |
| Bruce Baumgartner | Ringen         | Superschwergewicht, Freistil                               |
| Marc Schneider, Jeffrey Pfaendtner, David Collins & William Carlucci | Rudern         | Leichtgewichts-Vierer ohne Steuermann                      |
| Lance Bade | Schießen       | Trap                                                       |
| Angel Martino | Schwimmen      | Frauen, 100 Meter Freistil Frauen, 100 Meter Schmetterling |
| Courtenay Becker-Dey | Segeln         | Frauen, Europe                                             |
| Jim Barton, Jeff Madrigali & Kent Massey | Segeln         | Soling                                                     |
| Dominique Dawes | Turnen         | Frauen, Bodenturnen                                        |
| Mark Lenzi | Wasserspringen | Kunstspringen                                              |
| Mary Ellen Clark | Wasserspringen | Turmspringen                                               |

## Teilnehmer nach Sportarten

### Badminton
- Kevin Han
Einzel: 33. Platz
- Erika Von Heiland
Frauen, Einzel: 33. Platz
Frauen, Doppel: 17. Platz
- Linda French
Frauen, Doppel: 17. Platz

### Baseball
- Herrenteam
Bronze
- Kader
R. A. Dickey
Warren Morris
Augie Ojeda
Mark Kotsay
Jason Gerald Williams
Chad Allen
Chad Green
Kip Harkrider
Braden Looper
Travis Lee
A. J. Hinch
Jacque Jones
Brian Loyd
Troy Glaus
Seth Greisinger
Matt LeCroy
Kris Benson
Jim Parque
Jeff Weaver
Billy Koch

### Basketball
- Herrenteam
Gold
- Kader
Penny Hardaway
Charles Barkley
David Robinson
Gary Payton
Grant Hill
Hakeem Olajuwon
John Stockton
Karl Malone
Mitch Richmond
Reggie Miller
Scottie Pippen
Shaquille O’Neal
- Frauenteam
Gold
- Kader
Teresa Edwards
Ruthie Bolton
Sheryl Swoopes
Lisa Leslie
Katrina McClain
Dawn Staley
Jennifer Azzi
Carla McGhee
Katy Steding
Rebecca Lobo
Venus Lacey
Nikki McCray

### Bogenschießen
- Justin Huish
Einzel: Gold 
Mannschaft: Gold
- Butch Johnson
Einzel: 11. Platz
Mannschaft: Gold
- Rod White
Einzel: 24. Platz
Mannschaft: Gold
- Janet Dykman
Frauen, Einzel: 16. Platz
Frauen, Mannschaft: 13. Platz
- Lindsay Langston
Frauen, Einzel: 22. Platz
Frauen, Mannschaft: 13. Platz
- Judith Adams
Frauen, Einzel: 39. Platz
Frauen, Mannschaft: 13. Platz

### Boxen
- Albert Guardado
Halbfliegengewicht: 5. Platz
- Eric Morel
Fliegengewicht: 17. Platz
- Zahir Raheem
Bantamgewicht: 9. Platz
- Floyd Mayweather Jr.
Federgewicht: Bronze
- Terrance Cauthen
Leichtgewicht: Bronze
- David Díaz
Halbweltergewicht: 9. Platz
- Fernando Vargas
Weltergewicht: 9. Platz
- David Reid
Halbmittelgewicht: Gold
- Rhoshii Wells
Mittelgewicht: Bronze
- Antonio Tarver
Halbschwergewicht: Bronze
- Nate Jones
Schwergewicht: Bronze
- Lawrence Clay-Bey
Superschwergewicht: 9. Platz

### Fechten
- Cliff Bayer
Florett, Einzel: 34. Platz
Florett, Mannschaft: 10. Platz
- Peter Devine
Florett, Einzel: 37. Platz
Florett, Mannschaft: 10. Platz
- Nick Bravin
Florett, Einzel: 39. Platz
Florett, Mannschaft: 10. Platz
- Jim Carpenter
Degen, Einzel: 25. Platz
Degen, Mannschaft: 8. Platz
- Mike Marx
Degen, Einzel: 28. Platz
Degen, Mannschaft: 8. Platz
- Tamir Bloom
Degen, Einzel: 31. Platz
Degen, Mannschaft: 8. Platz
- Peter Cox
Säbel, Einzel: 28. Platz
Säbel, Mannschaft: 9. Platz
- Tom Strzalkowski
Säbel, Einzel: 34. Platz
Säbel, Mannschaft: 9. Platz
- Peter Westbrook
Säbel, Einzel: 37. Platz
Säbel, Mannschaft: 9. Platz
- Ann Marsh
Frauen, Florett, Einzel: 7. Platz
Frauen, Florett, Mannschaft: 10. Platz
- Felicia Zimmermann
Frauen, Florett, Einzel: 21. Platz
Frauen, Florett, Mannschaft: 10. Platz
- Suzanne Paxton
Frauen, Florett, Einzel: 33. Platz
Frauen, Florett, Mannschaft: 10. Platz
- Leslie Marx
Frauen, Degen, Einzel: 16. Platz
Frauen, Degen, Mannschaft: 8. Platz
- Nhi Lan Le
Frauen, Degen, Einzel: 37. Platz
Frauen, Degen, Mannschaft: 8. Platz
- Elaine Cheris
Frauen, Degen, Einzel: 39. Platz
Frauen, Degen, Mannschaft: 8. Platz

### Fußball
- Herrenteam
10. Platz
- Kader
Kasey Keller
Matt McKeon
Eddie Pope
Clint Peay
Alexi Lalas
Imad Baba
Jovan Kirovski
A. J. Wood
Claudio Reyna
Miles Joseph
Brandon Pollard
Frankie Hejduk
Brian Maisonneuve
Nelson Vargas
Damian Silvera
- Frauenteam
Gold
- Kader
Briana Scurry
Cindy Parlow
Carla Overbeck
Tiffany Roberts
Brandi Chastain
Shannon MacMillan
Mia Hamm
Michelle Akers
Julie Foudy
Carin Gabarra
Kristine Lilly
Joy Fawcett
Tisha Venturini
Tiffeny Milbrett

### Gewichtheben
- Bryan Jacob
Bantamgewicht: 9. Platz
- Vernon Patao
Federgewicht: 22. Platz
- Thanh Nguyen
Federgewicht: 32. Platz
- Tim McRae
Leichtgewicht: 14. Platz
- Tom Gough
Halbschwergewicht: 14. Platz
- Peter Kelley
I. Schwergewicht: 14. Platz
- Wes Barnett
II. Schwergewicht: 6. Platz
- Konstantine Starikovitch
II. Schwergewicht: 12. Platz
- Mark Henry
Superschwergewicht: 14. Platz
- Thomas Ingalsbe
Superschwergewicht: 16. Platz

### Handball
- Herrenteam
9. Platz
- Kader
Derek Brown
Greg Caccia
David DeGraaf
Yaro Dachniwsky
Robert Dunn
Denny Fercho
Joseph Fitzgerald
Thomas Fitzgerald
Darrick Heath
John Keller
Cliff Mannon
Steve Penn
Matt Ryan
Mark Schmocker
Michael Thornberry
Chip van Os
- Frauenteam
8. Platz
- Kader
Dawn Allinger
Pat Neder
Sharon Cain
Kim Clarke
Laura Coenen
Kristen Danihy
Jennifer Demby-Horton
Lisa Eagen
Laurie Fellner
Chryssandra Hires
Tami Jameson
Toni Jameson
Dannette Leininger
Dawn Marple
Carol Peterka

### Hockey
- Herrenteam
12. Platz
- Kader
Tom Vano
Steve Danielson
Larry Amar
Marq Mellor
Scott Williams
Steve Jennings
Steven van Randwijck
Mark Wentges
John O’Neill
Eelco Wassenaar
Nick Butcher
Ahmed Elmaghraby
Phil Sykes
Otto Steffers
Ben Maruquin
Steve Wagner
- Damenteam
5. Platz
- Kader
Patty Shea
Laurel Hershey-Martin
Liz Tchou
Marcia Pankratz
Cindy Werley
Diane Madl
Kris Fillat
Kelli James
Tracey Fuchs
Antoinette Lucas
Katie Kauffman
Andrea Wieland
Leslie Lyness
Barb Marois
Jill Reeve
Pam Bustin

### Judo
- Cliff Sunada
Superleichtgewicht: 13. Platz
- Orlando Fuentes
Halbleichtgewicht: 13. Platz
- Jimmy Pedro
Leichtgewicht: Bronze
- Jason Morris
Halbmittelgewicht: 17. Platz
- Brian Olson
Mittelgewicht: 17. Platz
- Rene Capo
Halbschwergewicht: 21. Platz
- Damon Keeve
Schwergewicht: 21. Platz
- Hillary Wolf
Frauen, Superleichtgewicht: 9. Platz
- Marisa Pedulla
Frauen, Halbleichtgewicht: 7. Platz
- Corinna West
Frauen, Leichtgewicht: 13. Platz
- Celita Schutz
Frauen, Halbmittelgewicht: 20. Platz
- Liliko Ogasawara
Frauen, Mittelgewicht: 7. Platz
- Sandra Bacher
Frauen, Halbschwergewicht: 19. Platz
- Colleen Rosensteel
Frauen, Schwergewicht: 18. Platz

### Kanu
- Mike Herbert
Einer-Kajak, 500 Meter: Halbfinale
- Michael Harbold
Einer-Kajak, 1000 Meter: Halbfinale
- Stein Jorgensen
Zweier-Kajak, 500 Meter: Halbfinale
- John Mooney
Zweier-Kajak, 500 Meter: Halbfinale
Zweier-Kajak, 1000 Meter: Halbfinale
- Peter Newton
Zweier-Kajak, 1000 Meter: Halbfinale
- Curt Bader
Vierer-Kajak, 1000 Meter: Halbfinale
- Philippe Boccara
Vierer-Kajak, 1000 Meter: Halbfinale
- Mark Hamilton
Vierer-Kajak, 1000 Meter: Halbfinale
- Cliff Meidl
Vierer-Kajak, 1000 Meter: Halbfinale
- Rich Weiss
Einer-Kajak, Slalom: 6. Platz
- Scott Shipley
Einer-Kajak, Slalom: 12. Platz
- Eric Giddens
Einer-Kajak, Slalom: 20. Platz
- Jim Terrell
Einer-Canadier, 500 Meter: Halbfinale
- Joseph Harper
Einer-Canadier, 1000 Meter: Halbfinale
- David Hearn
Einer-Canadier, Slalom: 9. Platz
- Adam Clawson
Einer-Canadier, Slalom: 19. Platz
- Horace Holden
Zweier-Canadier, Slalom: 11. Platz

- Wayne Dickert
Zweier-Canadier, Slalom: 11. Platz
- Traci Phillips
Frauen, Einer-Kajak, 500 Meter: Halbfinale
- DeAnne Hemmens
Frauen, Zweier-Kajak, 500 Meter: Halbfinale
Frauen, Vierer-Kajak, 500 Meter: Halbfinale
- Lia Rousset
Frauen, Zweier-Kajak, 500 Meter: Halbfinale
Frauen, Vierer-Kajak, 500 Meter: Halbfinale
- Alexandra Harbold
Frauen, Vierer-Kajak, 500 Meter: Halbfinale
- Drusilla van Hengel
Frauen, Vierer-Kajak, 500 Meter: Halbfinale
- Dana Chladek
Frauen, Einer-Kajak, Slalom: Silber
- Cathy Hearn
Frauen, Einer-Kajak, Slalom: 7. Platz

### Leichtathletik
- Dennis Mitchell
100 Meter: 4. Platz
4 × 100 Meter: Silber
- Michael Marsh
100 Meter: 5. Platz
200 Meter: 8. Platz
4 × 100 Meter: Silber
- Jon Drummond
100 Meter: Halbfinale
4 × 100 Meter: Silber
- Michael Johnson
200 Meter: Gold 
400 Meter: Gold
- Jeff Williams
200 Meter: 5. Platz
- Alvin Harrison
400 Meter: 4. Platz
4 × 400 Meter: Gold
- Butch Reynolds
400 Meter: Halbfinale
- Johnny Gray
800 Meter: 7. Platz
- Brandon Rock
800 Meter: Vorläufe
- Tony Parilla
800 Meter: Vorläufe
- Paul McMullen
1500 Meter: Halbfinale
- Brian Hyde
1500 Meter: Vorläufe
- Jason Pyrah
1500 Meter: Vorläufe
- Bob Kennedy
5000 Meter: 6. Platz
- Jim Spivey
5000 Meter: Halbfinale
- Matt Giusto
5000 Meter: Vorläufe
- Brad Barquist
10.000 Meter: Vorläufe
- Dan Middleman
10.000 Meter: Vorläufe
- Todd Williams
10.000 Meter: Vorläufe
- Keith Brantly
Marathon: 28. Platz
- Bob Kempainen
Marathon: 31. Platz
- Mark Coogan
Marathon: 41. Platz
- Allen Johnson
110 Meter Hürden: Gold
- Mark Crear
110 Meter Hürden: Silber
- Eugene Swift
110 Meter Hürden: 6. Platz
- Derrick Adkins
400 Meter Hürden: Gold
- Calvin Davis
400 Meter Hürden: Bronze
- Bryan Bronson
400 Meter Hürden: Halbfinale
- Mark Croghan
3000 Meter Hindernis: 5. Platz
- Marc Davis
3000 Meter Hindernis: 12. Platz
- Robert Gary
3000 Meter Hindernis: Vorläufe
- Tim Harden
4 × 100 Meter: Silber
- Tim Montgomery
4 × 100 Meter: Silber
- LaMont Smith
4 × 400 Meter: Gold
- Derek Mills
4 × 400 Meter: Gold
- Anthuan Maybank
4 × 400 Meter: Gold
- Jason Rouser
4 × 400 Meter: Gold
- Curt Clausen
20 Kilometer Gehen: 50. Platz
- Allen James
50 Kilometer Gehen: 24. Platz
- Andrzej Chylinski
50 Kilometer Gehen: 26. Platz
- Herm Nelson
50 Kilometer Gehen: ??
- Charles Austin
Hochsprung: Gold
- Cameron Wright
Hochsprung: 26. Platz in der Qualifikation
- Ed Broxterman
Hochsprung: 31. Platz in der Qualifikation
- Lawrence Johnson
Stabhochsprung: 8. Platz
- Jeff Hartwig
Stabhochsprung: 11. Platz
- Scott Huffman
Stabhochsprung: 13. Platz
- Carl Lewis
Weitsprung: Gold
- Joe Greene
Weitsprung: Bronze
- Mike Powell
Weitsprung: 5. Platz
- Kenny Harrison
Dreisprung: Gold
- Mike Conley Sr.
Dreisprung: 4. Platz
- Robert Howard
Dreisprung: 8. Platz
- Randy Barnes
Kugelstoßen: Gold
- John Godina
Kugelstoßen: Silber 
Diskuswurf: 14. Platz in der Qualifikation
- Cottrell J. Hunter
Kugelstoßen: 7. Platz
- Anthony Washington
Diskuswurf: 4. Platz
- Adam Setliff
Diskuswurf: 12. Platz
- Lance Deal
Hammerwurf: Silber
- Kevin McMahon
Hammerwurf: 24. Platz in der Qualifikation
- Ken Popejoy
Hammerwurf: 29. Platz in der Qualifikation
- Tom Pukstys
Speerwurf: 8. Platz
- Dave Stephens
Speerwurf: 15. Platz in der Qualifikation
- Todd Riech
Speerwurf: 17. Platz in der Qualifikation
- Dan O’Brien
Zehnkampf: Gold
- Steve Fritz
Zehnkampf: 4. Platz
- Chris Huffins
Zehnkampf: 10. Platz
- Gail Devers
Frauen, 100 Meter: Gold 
Frauen, 110 Meter Hürden: 4. Platz
Frauen, 4 × 100 Meter: Gold
- Gwen Torrence
Frauen, 100 Meter: Bronze 
Frauen, 4 × 100 Meter: Gold
- D’Andre Hill
Frauen, 100 Meter: Halbfinale
- Inger Miller
Frauen, 200 Meter: 4. Platz
Frauen, 4 × 100 Meter: Gold
- Carlette Guidry
Frauen, 200 Meter: 8. Platz
Frauen, 4 × 100 Meter: Gold
- Dannette Young-Stone
Frauen, 200 Meter: Halbfinale
- Jearl Miles Clark
Frauen, 400 Meter: 5. Platz
Frauen, 4 × 400 Meter: Gold
- Kim Graham
Frauen, 400 Meter: Halbfinale
Frauen, 4 × 400 Meter: Gold
- Maicel Malone-Wallace
Frauen, 400 Meter: Halbfinale
Frauen, 4 × 400 Meter: Gold
- Meredith Rainey Valmon
Frauen, 800 Meter: Halbfinale
- Joetta Clark Diggs
Frauen, 800 Meter: Vorläufe
- Suzy Favor-Hamilton
Frauen, 800 Meter: Vorläufe
- Regina Jacobs
Frauen, 1500 Meter: 10. Platz
- Vicki Huber
Frauen, 1500 Meter: Vorläufe
- Juli Henner
Frauen, 1500 Meter: Vorläufe
- Lynn Jennings
Frauen, 5000 Meter: 9. Platz
- Amy Rudolph
Frauen, 5000 Meter: 10. Platz
- Mary Decker
Frauen, 5000 Meter: Vorläufe
- Kate Fonshell
Frauen, 10.000 Meter: Vorläufe
- Joan Nesbit
Frauen, 10.000 Meter: Vorläufe
- Olga Avalos-Appell
Frauen, 10.000 Meter: Vorläufe
- Anne Marie Lauck
Frauen, Marathon: 10. Platz
- Linda Somers Smith
Frauen, Marathon: 31. Platz
- Jenny Spangler
Frauen, Marathon: ??
- Lynda Tolbert-Goode
Frauen, 100 Meter Hürden: 7. Platz
- Cheryl Dickey
Frauen, 100 Meter Hürden: Viertelfinale
- Kim Batten
Frauen, 400 Meter Hürden: Silber
- Tonja Buford-Bailey
Frauen, 400 Meter Hürden: Bronze
- Sandra Farmer-Patrick
Frauen, 400 Meter Hürden: Halbfinale
- Chryste Gaines
Frauen, 4 × 100 Meter: Gold
- Rochelle Stevens
Frauen, 4 × 400 Meter: Gold
- Linetta Wilson
Frauen, 4 × 400 Meter: Gold
- Michelle Rohl
Frauen, 10 Kilometer Gehen: 14. Platz
- Debbi Lawrence
Frauen, 10 Kilometer Gehen: 20. Platz
- Tori Herazo
Frauen, 10 Kilometer Gehen: ??
- Tisha Waller
Frauen, Hochsprung: 9. Platz
- Connie Teaberry
Frauen, Hochsprung: 18. Platz in der Qualifikation
- Amy Acuff
Frauen, Hochsprung: 24. Platz in der Qualifikation
- Jackie Joyner-Kersee
Frauen, Weitsprung: Bronze 
Frauen, Siebenkampf: ??
- Marieke Veltman
Frauen, Weitsprung: 16. Platz in der Qualifikation
- Shana Williams
Frauen, Weitsprung: in der Qualifikation ausgeschieden
- Sheila Hudson-Strudwick
Frauen, Dreisprung: 10. Platz
- Cynthea Rhodes
Frauen, Dreisprung: 15. Platz in der Qualifikation
- Diana Orange
Frauen, Dreisprung: in der Qualifikation ausgeschieden
- Connie Price-Smith
Frauen, Kugelstoßen: 5. Platz
- Ramona Pagel
Frauen, Kugelstoßen: 9. Platz
- Valeyta Althouse
Frauen, Kugelstoßen: 16. Platz in der Qualifikation
- Lacy Barnes-Mileham
Frauen, Diskuswurf: 30. Platz in der Qualifikation
- Suzy Powell-Roos
Frauen, Diskuswurf: 33. Platz in der Qualifikation
- Aretha Hill
Frauen, Diskuswurf: 34. Platz in der Qualifikation
- Nicole Carroll
Frauen, Speerwurf: 26. Platz in der Qualifikation
- Erica Wheeler
Frauen, Speerwurf: 30. Platz in der Qualifikation
- Kelly Blair
Frauen, Siebenkampf: 8. Platz
- Sharon Hanson
Frauen, Siebenkampf: 9. Platz

### Moderner Fünfkampf
- Michael Gostigian
Einzel: 16. Platz

### Radsport
- Frankie Andreu
Straßenrennen, Einzel: 4. Platz
- Lance Armstrong
Straßenrennen, Einzel: 12. Platz
Einzelzeitfahren: 6. Platz
- Greg Randolph
Straßenrennen, Einzel: 74. Platz
- George Hincapie
Straßenrennen, Einzel: 76. Platz
- Steve Hegg
Straßenrennen, Einzel: 93. Platz
Einzelzeitfahren: 16. Platz
- Marty Nothstein
Sprint: Silber
- William Clay
Sprint: 4. Runde
- Erin Hartwell
1000 Meter Zeitfahren: Silber
- Kent Bostick
4000 Meter Einzelverfolgung: 9. Platz
- Dirk Copeland
4000 Meter Mannschaftsverfolgung: 6. Platz
- Mariano Friedick
4000 Meter Mannschaftsverfolgung: 6. Platz
- Adam Laurent
4000 Meter Mannschaftsverfolgung: 6. Platz
- Michael McCarthy
4000 Meter Mannschaftsverfolgung: 6. Platz
- Brian McDonough
Punkterennen: 19. Platz
- Tinker Juarez
Mountainbike, Cross-Country: 19. Platz
- Don Myrah
Mountainbike, Cross-Country: 20. Platz
- Jeanne Golay
Frauen, Straßenrennen, Einzel: 29. Platz
Frauen, Einzelzeitfahren: 16. Platz
Frauen, Punkterennen: 17. Platz
- Linda Brenneman
Frauen, Straßenrennen, Einzel: 36. Platz
Frauen, Einzelzeitfahren: 11. Platz
- Alison Dunlap
Frauen, Straßenrennen, Einzel: 37. Platz
- Connie Paraskevin-Young
Frauen, Sprint: Achtelfinale
- Rebecca Twigg
Frauen, 3000 Meter Einzelverfolgung: 5. Platz
- Susan DeMattei
Frauen, Mountainbike, Cross-Country: Bronze
- Juli Furtado
Frauen, Mountainbike, Cross-Country: 10. Platz

### Reiten
- Michelle Gibson
Dressur, Einzel: 5. Platz
Dressur, Mannschaft: Bronze
- Guenter Seidel
Dressur, Einzel: 8. Platz
Dressur, Mannschaft: Bronze
- Steffen Peters
Dressur, Einzel: 15. Platz
Dressur, Mannschaft: Bronze
- Robert Dover
Dressur, Einzel: 25. Platz
Dressur, Mannschaft: Bronze
- Leslie Burr-Howard
Springreiten, Einzel: 11. Platz
Springreiten, Mannschaft: Silber
- Anne Kursinski
Springreiten, Einzel: 20. Platz
Springreiten, Mannschaft: Silber
- Michael Matz
Springreiten, Einzel: 9. Platz in der Qualifikation
Springreiten, Mannschaft: Silber
- Peter Leone
Springreiten, Einzel: 16. Platz in der Qualifikation
Springreiten, Mannschaft: Silber
- Kerry Millikin
Vielseitigkeit, Einzel: Bronze 
Vielseitigkeit, Mannschaft: Silber
- David O’Connor
Vielseitigkeit, Einzel: 5. Platz
- Mara Depuy
Vielseitigkeit, Einzel: 6. Platz
- Bruce Davidson
Vielseitigkeit, Mannschaft: Silber
- Karen O’Connor
Vielseitigkeit, Mannschaft: Silber
- Jill Henneberg
Vielseitigkeit, Mannschaft: Silber

### Rhythmische Sportgymnastik
- Jessica Davis
Frauen, Einzel: Vorrunde
- Mandy James
Frauen, Mannschaft: 9. Platz in der Qualifikation
- Alaine Mata-Baquerot
Frauen, Mannschaft: 9. Platz in der Qualifikation
- Kate Nelson
Frauen, Mannschaft: 9. Platz in der Qualifikation
- Brandi Siegel
Frauen, Mannschaft: 9. Platz in der Qualifikation
- Challen Sievers
Frauen, Mannschaft: 9. Platz in der Qualifikation
- Becky Turner
Frauen, Mannschaft: 9. Platz in der Qualifikation

### Ringen
- Mujaahid Maynard
Papiergewicht, griechisch-römisch: 13. Platz
- Brandon Paulson
Fliegengewicht, griechisch-römisch: Silber
- Dennis Hall
Bantamgewicht, griechisch-römisch: Silber
- David Zuniga
Federgewicht, griechisch-römisch: 10. Platz
- Rodney Smith
Leichtgewicht, griechisch-römisch: 9. Platz
- Marty Morgan
Weltergewicht, griechisch-römisch: 9. Platz
- Dan Henderson
Mittelgewicht, griechisch-römisch: 12. Platz
- Derrick Waldroup
Halbschwergewicht, griechisch-römisch: 7. Platz
- Jason Gleasman
Schwergewicht, griechisch-römisch: 12. Platz
- Matt Ghaffari
Superschwergewicht, griechisch-römisch: Silber
- Rob Eiter
Papiergewicht, Freistil: 8. Platz
- Lou Rosselli
Fliegengewicht, Freistil: 11. Platz
- Kendall Cross
Bantamgewicht, Freistil: Gold
- Tom Brands
Federgewicht, Freistil: Gold
- Townsend Saunders
Leichtgewicht, Freistil: Silber
- Kenny Monday
Weltergewicht, Freistil: 6. Platz
- Les Gutches
Mittelgewicht, Freistil: 7. Platz
- Melvin Douglas
Halbschwergewicht, Freistil: 7. Platz
- Kurt Angle
Schwergewicht, Freistil: Gold
- Bruce Baumgartner
Superschwergewicht, Freistil: Bronze

### Rudern
- Cyrus Beasley
Einer: 10. Platz
- Mike Peterson
Zweier ohne Steuermann: 7. Platz
- Adam Holland
Zweier ohne Steuermann: 7. Platz
- Tim Young
Doppelvierer: Silber
- Brian Jamieson
Doppelvierer: Silber
- Eric Mueller
Doppelvierer: Silber
- Jason Gailes
Doppelvierer: Silber
- Sean Hall
Vierer ohne Steuermann: 11. Platz
- Jason Scott
Vierer ohne Steuermann: 11. Platz
- Tom Murray
Vierer ohne Steuermann: 11. Platz
- Jeff Klepacki
Vierer ohne Steuermann: 11. Platz
- Douglas Burden
Achter: 5. Platz
- Bob Kaehler
Achter: 5. Platz
- Porter Collins
Achter: 5. Platz
- Ted Murphy
Achter: 5. Platz
- Jamie Koven
Achter: 5. Platz
- Jon Brown
Achter: 5. Platz
- Donald Smith
Achter: 5. Platz
- Fred Honebein
Achter: 5. Platz
- Steven Segaloff
Achter: 5. Platz
- Tom Auth
Leichtgewichts-Doppelzweier: 9. Platz
- Steve Peterson
Leichtgewichts-Doppelzweier: 9. Platz
- David Collins
Leichtgewichts-Vierer ohne Steuermann: Bronze
- Jeffrey Pfaendtner
Leichtgewichts-Vierer ohne Steuermann: Bronze
- Marc Schneider
Leichtgewichts-Vierer ohne Steuermann: Bronze
- Bill Carlucci
Leichtgewichts-Vierer ohne Steuermann: Bronze
- Ruth Davidon
Frauen, Einer: 6. Platz
- Michelle Knox-Zaloom
Frauen, Doppelzweier: 9. Platz
- Jennifer Devine
Frauen, Doppelzweier: 9. Platz
- Missy Schwen-Ryan
Zweier ohne Steuerfrau: Silber
- Karen Kraft
Zweier ohne Steuerfrau: Silber
- Dré Thies
Frauen, Doppelvierer: 8. Platz
- Cécile Tucker
Frauen, Doppelvierer: 8. Platz
- Cathy Symon
Frauen, Doppelvierer: 8. Platz
- Julia Chilicki
Frauen, Doppelvierer: 8. Platz
- Anne Kakela
Frauen, Achter: 4. Platz
- Mary McCagg
Frauen, Achter: 4. Platz
- Laurel Korholz
Frauen, Achter: 4. Platz
- Catriona Fallon
Frauen, Achter: 4. Platz
- Elizabeth McCagg
Frauen, Achter: 4. Platz
- Monica Tranel Michini
Frauen, Achter: 4. Platz
- Amy Fuller
Frauen, Achter: 4. Platz
- Jennifer Dore
Frauen, Achter: 4. Platz
- Yasmin Farooq
Frauen, Achter: 4. Platz
- Teresa Bell
Frauen, Leichtgewichts-Doppelzweier: Silber
- Lindsay Burns
Frauen, Leichtgewichts-Doppelzweier: Silber

### Schießen
- Neal Caloia
Luftpistole: 41. Platz
Freie Scheibenpistole: 39. Platz
- Ben Amonette
Luftpistole: 44. Platz
Freie Scheibenpistole: 25. Platz
- John McNally
Schnellfeuerpistole: 12. Platz
- Roger Mar
Schnellfeuerpistole: 18. Platz
- Rob Harbison
Luftgewehr: 7. Platz
Kleinkaliber, Dreistellungskampf: 6. Platz
- Glenn Dubis
Luftgewehr: 41. Platz
Kleinkaliber, Dreistellungskampf: 10. Platz
- Bill Meek
Kleinkaliber, liegend: 8. Platz
- Eric Uptagrafft
Kleinkaliber, liegend: 30. Platz
- Adam Saathoff
Laufendes Ziel: 20. Platz
- Josh Lakatos
Trap: Silber
- Lance Bade
Trap: Bronze 
Doppeltrap: 10. Platz
- Bret Erickson
Trap: 20. Platz
- David Alcoriza
Doppeltrap: 8. Platz
- Bill Roy
Skeet: 9. Platz
- James Graves
Skeet: 15. Platz
- George Quigley
Skeet: 26. Platz
- Beki Snyder
Frauen, Luftpistole: 30. Platz
- Jo Ann Sevin
Frauen, Luftpistole: 32. Platz
- Connie Petracek
Frauen, Sportpistole: 9. Platz
- Libby Callahan
Frauen, Sportpistole: 23. Platz
- Elizabeth Jagush-Bourland
Frauen, Luftgewehr: 13. Platz
Frauen, Kleinkaliber, Dreistellungskampf: 7. Platz
- Nancy Johnson
Frauen, Luftgewehr: 36. Platz
- Jean Foster
Frauen, Kleinkaliber, Dreistellungskampf: 12. Platz
- Kim Rhode
Frauen, Doppeltrap: Gold
- Terry DeWitt
Frauen, Doppeltrap: 4. Platz

### Schwimmen
- Gary Hall junior
50 Meter Freistil: Silber 
100 Meter Freistil: Silber 
4 × 100 Meter Freistil: Gold 
4 × 100 Meter Lagen: Gold
- David Fox
50 Meter Freistil: 6. Platz
4 × 100 Meter Freistil: Gold
- Jon Olsen
100 Meter Freistil: 9. Platz
4 × 100 Meter Freistil: Gold 
4 × 200 Meter Freistil: Gold
- Josh Davis
200 Meter Freistil: 7. Platz
4 × 100 Meter Freistil: Gold 
4 × 200 Meter Freistil: Gold 
4 × 100 Meter Lagen: Gold
- John Piersma
200 Meter Freistil: 12. Platz
400 Meter Freistil: 9. Platz
- Tom Dolan
400 Meter Freistil: 17. Platz
200 Meter Lagen: 7. Platz
400 Meter Lagen: Gold
- Peter Wright
1500 Meter Freistil: 12. Platz
- Carlton Bruner
1500 Meter Freistil: 13. Platz
- Brad Schumacher
4 × 100 Meter Freistil: Gold 
4 × 200 Meter Freistil: Gold
- Scott Tucker
4 × 100 Meter Freistil: Gold
- Joe Hudepohl
4 × 200 Meter Freistil: Gold
- Ryan Berube
4 × 200 Meter Freistil: Gold
- Jeff Rouse
100 Meter Rücken: Gold 
4 × 100 Meter Lagen: Gold
- Tripp Schwenk
100 Meter Rücken: 5. Platz
200 Meter Rücken: Silber 
4 × 100 Meter Lagen: Gold
- Brad Bridgewater
200 Meter Rücken: Gold
- Jeremy Linn
100 Meter Brust: Silber 
4 × 100 Meter Lagen: Gold
- Kurt Grote
100 Meter Brust: 6. Platz
200 Meter Brust: 8. Platz
4 × 100 Meter Lagen: Gold
- Eric Wunderlich
200 Meter Brust: 7. Platz
- Mark Henderson
100 Meter Schmetterling: 9. Platz
4 × 100 Meter Lagen: Gold
- John Hargis
100 Meter Schmetterling: 16. Platz
4 × 100 Meter Lagen: Gold
- Tom Malchow
200 Meter Schmetterling: Silber
- Ray Carey
200 Meter Schmetterling: 21. Platz
- Greg Burgess
200 Meter Lagen: 6. Platz
- Eric Namesnik
400 Meter Lagen: Silber
- Amy Van Dyken
Frauen, 50 Meter Freistil: Gold 
Frauen, 100 Meter Freistil: 4. Platz
Frauen, 4 × 100 Meter Freistil: Gold 
Frauen, 100 Meter Schmetterling: Gold 
Frauen, 4 × 100 Meter Lagen: Gold
- Angel Martino
Frauen, 50 Meter Freistil: 4. Platz
Frauen, 100 Meter Freistil: Bronze 
Frauen, 4 × 100 Meter Freistil: Gold 
Frauen, 100 Meter Schmetterling: Bronze 
Frauen, 4 × 100 Meter Lagen: Gold
- Trina Jackson
Frauen, 200 Meter Freistil: 4. Platz
Frauen, 4 × 200 Meter Freistil: Gold 
Frauen, 200 Meter Schmetterling: 8. Platz
- Cristina Teuscher
Frauen, 200 Meter Freistil: 6. Platz
Frauen, 400 Meter Freistil: 8. Platz
Frauen, 4 × 200 Meter Freistil: Gold
- Janet Evans
Frauen, 400 Meter Freistil: 17. Platz
Frauen, 800 Meter Freistil: 6. Platz
- Brooke Bennett
Frauen, 800 Meter Freistil: Gold
- Catherine Fox
Frauen, 4 × 100 Meter Freistil: Gold 
Frauen, 4 × 100 Meter Lagen: Gold
- Jenny Thompson
Frauen, 4 × 100 Meter Freistil: Gold 
Frauen, 4 × 200 Meter Freistil: Gold 
Frauen, 4 × 100 Meter Lagen: Gold
- Lisa Jacob
Frauen, 4 × 100 Meter Freistil: Gold 
Frauen, 4 × 200 Meter Freistil: Gold
- Melanie Valerio
Frauen, 4 × 100 Meter Freistil: Gold
- Sheila Taormina
Frauen, 4 × 200 Meter Freistil: Gold
- Annette Salmeen
Frauen, 4 × 200 Meter Freistil: Gold 
Frauen, 200 Meter Schmetterling: 12. Platz
- Ashley Whitney
Frauen, 4 × 200 Meter Freistil: Gold
- Beth Botsford
Frauen, 100 Meter Rücken: Gold 
Frauen, 200 Meter Rücken: 10. Platz
Frauen, 4 × 100 Meter Lagen: Gold
- Whitney Hedgepeth
Frauen, 100 Meter Rücken: Silber 
Frauen, 200 Meter Rücken: Silber 
Frauen, 4 × 100 Meter Lagen: Gold
- Amanda Beard
Frauen, 100 Meter Brust: Silber 
Frauen, 200 Meter Brust: Silber 
Frauen, 4 × 100 Meter Lagen: Gold
- Kristine Quance
Frauen, 100 Meter Brust: 19. Platz
Frauen, 200 Meter Lagen: 9. Platz
Frauen, 4 × 100 Meter Lagen: Gold
- Jilen Siroky
Frauen, 200 Meter Brust: 15. Platz
- Allison Wagner
Frauen, 200 Meter Lagen: 6. Platz
Frauen, 400 Meter Lagen: Silber
- Whitney Metzler
400 Meter Lagen: 8. Platz

### Segeln
- Michael Gebhardt
Windsurfen: 6. Platz
- Will Martin
Finn Dinghy: 23. Platz
- Morgan Reeser
470er: 8. Platz
- Kevin Burnham
470er: 8. Platz
- Nick Adamson
Laser: 21. Platz
- Mark Reynolds
Star: 8. Platz
- Hal Haenel
Star: 8. Platz
- John Lovell
Tornado: 8. Platz
- Charlie Ogletree
Tornado: 8. Platz
- Jeff Madrigali
Soling: Bronze
- Jim Barton
Soling: Bronze
- Kent Massey
Soling: Bronze
- Lanee Butler-Beashel
Frauen, Windsurfen: 11. Platz
- Courtenay Becker-Dey
Frauen, Europe: Bronze
- Kris Stookey
Frauen, 470er: 4. Platz
- Louise van Voorhis
Frauen, 470er: 4. Platz

### Softball
- Frauenteam
Gold
- Kader
Laura Berg
Gillian Boxx
Sheila Cornell
Lisa Fernandez
Michele Granger
Lori Harrigan
Dionna Harris
Kim Maher
Leah O’Brien
Dot Richardson
Julie Smith
Michele Smith
Shelly Stokes
Dani Tyler
Christa Williams

### Synchronschwimmen
- Frauenteam
Gold
- Kader
Suzannah Bianco
Tammy Cleland
Becky Dyroen-Lancer
Emily LeSueur
Heather Pease
Jill Savery
Nathalie Schneyder
Heather Simmons-Carrasco
Jill Sudduth
Margot Thien

### Tennis
- Andre Agassi
Einzel: Gold 
Doppel: 9. Platz
- MaliVai Washington
Einzel: 5. Platz
Doppel: 9. Platz
- Richey Reneberg
Einzel: 33. Platz
- Lindsay Davenport
Frauen, Einzel: Gold
- Mary Joe Fernández
Frauen, Einzel: 4. Platz
Frauen, Doppel: Gold
- Monica Seles
Frauen, Einzel: 5. Platz
- Gigi Fernandez
Frauen, Doppel: Gold

### Tischtennis
- David Zhuang
Einzel: 33. Platz
- Jim Butler
Einzel: 33. Platz
Doppel: 25. Platz
- Todd Sweeris
Doppel: 25. Platz
- Amy Feng
Frauen, Einzel: 17. Platz
- Lily Yip
Frauen, Einzel: 17. Platz
Frauen, Doppel: 9. Platz
- Wei Wang
Frauen, Doppel: 9. Platz

### Turnen
- John Roethlisberger
Einzelmehrkampf: 7. Platz
Mannschaftsmehrkampf: 5. Platz
Barren: 13. Platz in der Qualifikation
Boden: 10. Platz in der Qualifikation
Pferdsprung: 29. Platz in der Qualifikation
Reck: 9. Platz in der Qualifikation
Ringe: 11. Platz in der Qualifikation
Seitpferd: 45. Platz in der Qualifikation
- Blaine Wilson
Einzelmehrkampf: 10. Platz
Mannschaftsmehrkampf: 5. Platz
Barren: 29. Platz in der Qualifikation
Boden: 50. Platz in der Qualifikation
Pferdsprung: 20. Platz in der Qualifikation
Reck: 18. Platz in der Qualifikation
Ringe: 7. Platz
Seitpferd: 25. Platz in der Qualifikation
- John MacReady
Einzelmehrkampf: 29. Platz
Mannschaftsmehrkampf: 5. Platz
Barren: 73. Platz in der Qualifikation
Boden: 34. Platz in der Qualifikation
Pferdsprung: 76. Platz in der Qualifikation
Reck: 27. Platz in der Qualifikation
Ringe: 44. Platz in der Qualifikation
Seitpferd: 50. Platz in der Qualifikation
- Jair Lynch
Einzelmehrkampf: 65. Platz in der Qualifikation
Mannschaftsmehrkampf: 5. Platz
Barren: Silber 
Boden: 14. Platz in der Qualifikation
Pferdsprung: 25. Platz in der Qualifikation
Reck: 104. Platz in der Qualifikation
Ringe: 64. Platz in der Qualifikation
Seitpferd: 22. Platz in der Qualifikation
- Kip Simons
Einzelmehrkampf: 80. Platz in der Qualifikation
Mannschaftsmehrkampf: 5. Platz
Barren: 39. Platz in der Qualifikation
Boden: 60. Platz in der Qualifikation
Pferdsprung: 42. Platz in der Qualifikation
Reck: 38. Platz in der Qualifikation
Ringe: 17. Platz in der Qualifikation
- Chainey Umphrey
Einzelmehrkampf: 95. Platz in der Qualifikation
Mannschaftsmehrkampf: 5. Platz
Barren: 104. Platz in der Qualifikation
Boden: 64. Platz in der Qualifikation
Pferdsprung: 103. Platz in der Qualifikation
Reck: 99. Platz in der Qualifikation
Ringe: 25. Platz in der Qualifikation
Seitpferd: 62. Platz in der Qualifikation
- Mihai Bagiu
Einzelmehrkampf: 108. Platz in der Qualifikation
Mannschaftsmehrkampf: 5. Platz
Barren: 102. Platz in der Qualifikation
Pferdsprung: 97. Platz in der Qualifikation
Reck: 68. Platz in der Qualifikation
Seitpferd: 56. Platz in der Qualifikation
- Shannon Miller
Frauen, Einzelmehrkampf: 8. Platz
Frauen, Mannschaftsmehrkampf: Gold 
Frauen, Boden: 18. Platz in der Qualifikation
Frauen, Pferdsprung: 8. Platz
Frauen, Schwebebalken: Gold 
Frauen, Stufenbarren: 9. Platz in der Qualifikation
- Dominique Moceanu
Frauen, Einzelmehrkampf: 9. Platz
Frauen, Mannschaftsmehrkampf: Gold 
Frauen, Boden: 4. Platz
Frauen, Pferdsprung: 48. Platz in der Qualifikation
Frauen, Schwebebalken: 6. Platz
Frauen, Stufenbarren: 11. Platz in der Qualifikation
- Dominique Dawes
Frauen, Einzelmehrkampf: 17. Platz
Frauen, Mannschaftsmehrkampf: Gold 
Frauen, Boden: Bronze 
Frauen, Pferdsprung: 6. Platz
Frauen, Schwebebalken: 11. Platz in der Qualifikation
Frauen, Stufenbarren: 4. Platz
- Kerri Strug
Frauen, Einzelmehrkampf: 7. Platz in der Qualifikation
Frauen, Mannschaftsmehrkampf: Gold 
Frauen, Boden: 1. Platz in der Qualifikation
Frauen, Pferdsprung: 5. Platz in der Qualifikation
Frauen, Schwebebalken: 15. Platz in der Qualifikation
Frauen, Stufenbarren: 14. Platz
- Jaycie Phelps
Frauen, Einzelmehrkampf: 17. Platz in der Qualifikation
Frauen, Mannschaftsmehrkampf: Gold 
Frauen, Boden: 15. Platz in der Qualifikation
Frauen, Pferdsprung: 21. Platz in der Qualifikation
Frauen, Schwebebalken: 38. Platz in der Qualifikation
Frauen, Stufenbarren: 13. Platz
- Amy Chow
Frauen, Einzelmehrkampf: 95. Platz in der Qualifikation
Frauen, Mannschaftsmehrkampf: Gold 
Frauen, Pferdsprung: 11. Platz in der Qualifikation
Frauen, Schwebebalken: Silber
- Amanda Borden
Frauen, Einzelmehrkampf: 97. Platz in der Qualifikation
Frauen, Mannschaftsmehrkampf: Gold 
Frauen, Boden: 10. Platz in der Qualifikation
Frauen, Schwebebalken: 19. Platz in der Qualifikation

### Beachvolleyball
- Charles Kiraly
Herrenwettkampf: Gold
- Kent Steffes
Herrenwettkampf: Gold
- Mike Whitmarsh
Herrenwettkampf: Silber
- Michael Dodd
Herrenwettkampf: Silber
- Sinjin Smith
Herrenwettkampf: 5. Platz
- Carl Henkel
Herrenwettkampf: 5. Platz
- Barbra Fontana
Frauenwettkampf: 4. Platz
- Linda Hanley
Frauenwettkampf: 4. Platz
- Holly McPeak
Frauenwettkampf: 5. Platz
- Nancy Reno
Frauenwettkampf: 5. Platz
- Gail Castro
Frauenwettkampf: 9. Platz
- Debra Richardson
Frauenwettkampf: 9. Platz

### Volleyball (Halle)
- Herrenteam
9. Platz
- Kader
Lloy Ball
John Hyden
Robert Ctvrtlik
Bryan Ivie
Tom Sorensen
Scott Fortune
Jeffrey Stork
Jeff Nygaard
Mike Lambert
Dan Landry
Brett Winslow
- Frauenteam
7. Platz
- Kader
Tonya Williams
Yoko Zetterlund
Paula Weishoff
Caren Kemner
Lori Endicott
Kristin Klein
Beverly Oden
Tammy Webb-Liley
Elaina Oden
Danielle Scott-Arruda
Tara Cross-Battle
Elaine Youngs

### Wasserball
- Herrenteam
7. Platz
- Kader
Gavin Arroyo
Troy Barnhart Jr.
Chris Duplanty
Michael Evans
Kirk Everist
Dan Hackett
Chris Humbert
Kyle Kopp
Jeremy Laster
Rick McNair
Chris Oeding
Alex Rousseau
Wolf Wigo

### Wasserspringen
- Mark Lenzi
Kunstspringen: Bronze
- Scott Donie
Kunstspringen: 4. Platz
- David Pichler
Turmspringen: 6. Platz
- Patrick Jeffrey
Turmspringen: 9. Platz
- Melisa Moses
Frauen, Kunstspringen: 4. Platz
- Jenny Keim
Frauen, Kunstspringen: 9. Platz
- Mary Ellen Clark
Frauen, Turmspringen: Bronze
- Becky Ruehl
Frauen, Turmspringen: 4. Platz